# Намбу, Йоитиро
Йоити́ро На́мбу (яп. 南部 陽一郎 Намбу Ё:итиро:, ромадзи Yoichiro Nambu; 18 января 1921 — 5 июля 2015) — японский и американский физик-теоретик, лауреат Нобелевской премии по физике 2008 года за открытие механизма спонтанного нарушения симметрии в субатомной физике.
Член Национальной академии наук США (1973) и Американской академии искусств и наук (1971), почётный член Японской академии наук (1984).

## Биография
Намбу родился 18 января 1921 года в Токио. Когда город оказался практически полностью разрушенным во время Токийского землетрясения 1923 года, семья Намбу переехала в Фукуи (родной город отца Ёитиро, уехавшего было оттуда для учёбы в университете), где Ёитиро жил до 17 лет и окончил среднюю школу. Затем он поступил в Токийский университет и окончил его в 1942 году, получив степень бакалавра.
После этого Намбу служил в армии, где сначала рыл окопы и перегонял лодки, а позднее налаживал работу коротковолнового радара. В 1945—1949 годах он работал на физическом факультете Токийского университета (по собственному признанию Намбу, глубокое воздействие на него в этот период оказали исследования, проводившиеся тогда С. Томонагой по квантовой электродинамике и Р. Кубо по физике конденсированного состояния). В 1949 году занял в Осакском университете должность адъюнкт-профессора (англ. associate professor; примерно соответствует должности доцента в России). В 1950 году становится профессором Осакского университета и остаётся в данной должности до 1956 года.
Однако уже в 1952 году Намбу, получив учёную степень доктора философии, переезжает в США, где до 1954 года работает сотрудником Принстонского института перспективных исследований, а затем переходит в Чикагский университет — сначала как научный сотрудник (англ. research associate), с 1956 года — адъюнкт-профессор, с 1958 года — профессор. В 1970 году получил американское гражданство. В 1973—1976 годах был деканом физического факультета Чикагского университета. С 1991 года ушёл в отставку, получив статус эмерита.
В 1971 году стал членом Национальной академии наук США и Американской академии искусств и наук; в 1984 году — почётным членом Японской академии наук.
В 2008 году стал лауреатом Нобелевской премии по физике — за открытие механизма спонтанного нарушения симметрии в субатомной физике.
5 июля 2015 года Намбу скончался в Осаке от острого инфаркта миокарда.

## Научная деятельность
Научные труды учёного посвящены вопросам квантовой электродинамики, физики элементарных частиц, квантовой теории поля, теории рассеяния, статистики кристаллов, теории сверхпроводимости. В 1951 году независимо от других учёных он предложил идею ассоциативного рождения странных частиц. В 1957 году Намбу предсказал в своей статье существование векторного омега-мезона; тогда же он получил соотношение, называемое «кроссинг-симметрией». В 1960 году им была выдвинута идея спонтанного нарушения симметрии (при этом Намбу исходил из подмеченной им формальной аналогии между уравнениями Боголюбова — Валатина, известными в теории сверхпроводников Бардина — Купера — Шриффера, и уравнением Дирака), а также гипотеза частичного сохранения слабого аксиального тока адронов.

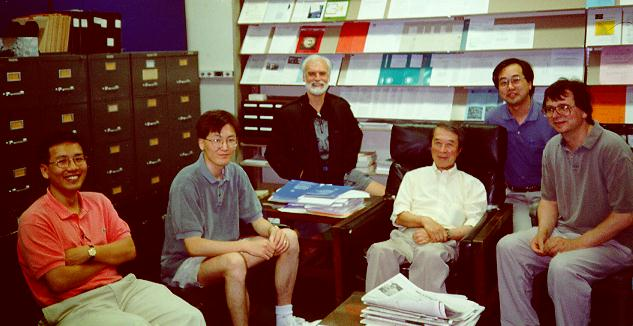
Намбу в окружении коллег (фото 1996 года)

В 1961 году Намбу в двух написанных совместно с итальянским физиком Джованни Йона-Лазинио статьях предложил теоретическую модель (носящую теперь название модели Намбу — Йона-Лазинио), в которой пытался описать происхождение массы нуклона в рамках механизма спонтанного нарушения киральной симметрии. Позднее данная модель была другими исследователями переформулирована применительно к кварковой теории строения адронов; она оказалась эффективным расчётным средством для описания низкоэнергетической физики адронов и позволила, в частности, описать спектры масс и распады основных состояний мезонных нонетов, исследовать поведение адронов в горячей и плотной среде (что актуально, например, при изучении свойств кварк-глюонной плазмы).
В 1964 году Намбу дал общее математическое доказательство теоремы Голдстоуна.
В 1965 году с небольшим интервалом были опубликованы три работы (препринт Н. Н. Боголюбова, Б. В. Струминского и А. Н. Тавхелидзе — январь; статья Ёнэдзи Миямото — июнь; статья Хан Му Ёна и Намбу — август), в которых их авторы, анализируя ряд проблем теории кварков, независимо пришли к идее о наличии у кварков неизвестного ранее квантового числа (М. Гелл-Манн и Х. Фрич дали в 1971 году этому числу название «цвет») и создали схему сильных взаимодействий, основанную на трёх триплетах кварков с целочисленными электрическими зарядами. Хотя в рамках Стандартной модели элементарных частиц предпочтение впоследствии было отдано модели цветных кварков с дробными электрическими зарядами, кварки с целочисленными зарядами рассматривались рядом исследователей и позднее.
Исходя из модели кварков с целочисленными зарядами, Намбу в 1966 году ввёл представление о цветовом взаимодействии адронов и о векторных глюонных полях переносчиков такого взаимодействия; по словам Н. Н. Боголюбова, это был «принципиальный шаг на пути развития динамической теории адронов», что чуть позднее привело к становлению квантовой хромодинамики. С 1970 года занимался, в числе прочего, разработкой теории струн.

## Семья
Отец — Китиро Намбу, мать — Кимико Намбу. 3 ноября 1945 года женился на Тиэко Хиде; сын — Дзюнъити Намбу, химик.

## Награды и премии
- Премия Дэнни Хайнемана в области математической физики (1970)
- Стипендия Гуггенхайма (1971, 1977)[25]
- Премия памяти Роберта Оппенгеймера (1976)
- Национальная научная медаль США (1982)
- Медаль имени Макса Планка (1985)
- Медаль Дирака (1986)
- Премия Сакураи (1994)
- Премия Вольфа по физике (1994/1995)
- Премия имени Н. Н. Боголюбова (ОИЯИ, 2003)
- Медаль Бенджамина Франклина (2005)
- Медаль Оскара Клейна (2005)
- Премия имени И. Я. Померанчука (2007)[26]
- Нобелевская премия по физике (2008)

## Публикации
- Намбу Й. Почему нет свободных кварков // Успехи физических наук. — Российская академия наук, 1978. — Т. 124, вып. 1. — С. 147—169.
- Намбу Й. Спонтанное нарушение симметрии в физике элементарных частиц: пример плодотворного обмена идеями (Нобелевская лекция. Стокгольм, 8 декабря 2008 г.) // Успехи физических наук. — Российская академия наук, 2009. — Т. 179, вып. 12. — С. 1323—1326. — doi:10.3367/UFNr.0179.200912g.1323.
- Намбу Ё. Кварки. — М.: Мир, 1984. — 225 с.